# ورزشگاه علی دایی
ورزشگاه علی دایی ورزشگاهی در ۵ کیلومتری شهر اردبیل در کشور ایران است. این ورزشگاه به پاس افتخار آفرینی‌های علی دایی بازیکن فوتبال ایرانی با این نام ساخته شده‌است. 
ورزشگاه علی دایی در تاریخ ۳ خرداد ۱۳۸۷ افتتاح شده‌است.